# Steven Pienaar
Steven Jerome Pienaar, más conocido como Steven Pienaar (Johannesburgo, Sudáfrica, 17 de marzo de 1982), es un exfutbolista sudafricano. Se desempeñaba como centrocampista ofensivo o extremo izquierdo y actualmente retirado.

## Trayectoria

### Ajax Cape Town
Pienaar comenzó su carrera futbolística en la Transnet Sport School of Excellence, antes de unirse al Ajax Cape Town en 1999.
Pienaar dijo: "Fui muy afortunado de ir a la Escuela de Excelencia, para poder pulir la técnica y el talento que Dios me dio y aprender a usarlo de la manera en que Dios hubiera querido. Tuve la suerte de trabajar con el entrenador neerlandés Leo van Veen, quien me ayudó en el Ajax Cape Town. A él le gustaba la forma en que jugaba pero al mismo tiempo cambió mi mentalidad. Él me enseñó cómo prepararme para los juegos, no sólo para complacer a la multitud, sino también para complacer al equipo."
Con el Ajax Cape Town, Pienaar ganó la Rothmans Cup al haber derrotado por 4-1 al Orlando Pirates en el que sería su último partido con el Ajax.

### Ajax Ámsterdam

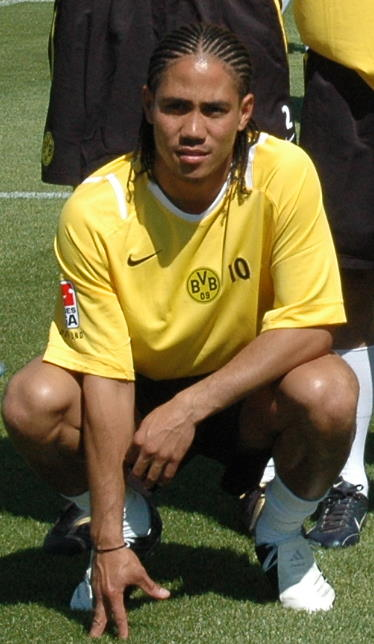
Pienaar con el Borussia Dortmund.

A los 18 años de edad, Pienaar se unió al Ajax Ámsterdam de los Países Bajos en enero de 2001, pero no fue sino hasta el 24 de febrero de 2002 cuando logró hacer su debut en la victoria por 1-0 sobre el NAC Breda.
Durante su etapa con el equipo neerlandés, Pienaar jugó al lado de grandes futbolistas de la actualidad como Zlatan Ibrahimović, Maxwell, Cristian Chivu, Mido, Nigel de Jong, Rafael van der Vaart, Wesley Sneijder, Andy van der Meyde —quien también fue su compañero en el Everton de 2007 a 2009— y John Heitinga —quien también fue su compañero en el Everton—.

### Borussia Dortmund

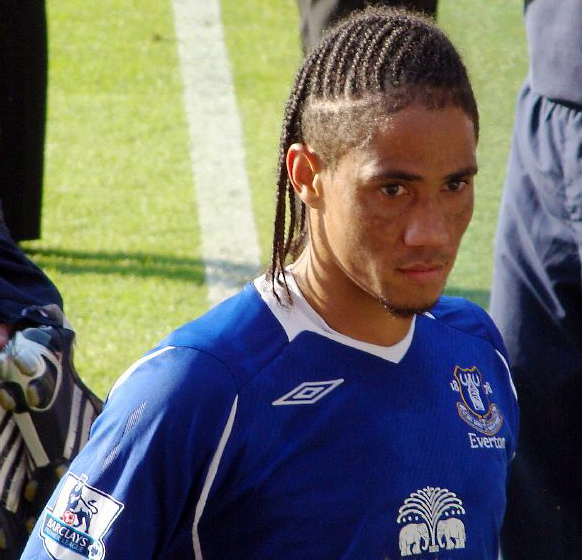
Pienaar con el Everton FC.

El 18 de enero de 2006, Pienaar fue contratado por el Borussia Dortmund de Alemania durante 3 años. Pienaar fue contratado principalmente para cubrir el hueco que dejó Tomáš Rosický luego de su marcha al Arsenal FC. Sin embargo, Pienaar no logró establecerse en el club ni tampoco se pudo ganar el respeto de sus compañeros.

### Everton
En julio de 2007, Pienaar fue cedido al Everton FC durante toda la temporada 2007-08, para luego hacer válida la opción de compra y contratar a Pienaar al año siguiente por £2.050.000. Su debut con el Everton fue el 11 de agosto de 2007 en la victoria por 2-1 sobre el Wigan Athletic. Su primer gol con el Everton fue el 30 de septiembre de 2007 en la victoria por 2-0 sobre el Middlesbrough FC.
A pesar de haberse perdido 11 encuentros debido a una lesión, Pienaar fue elegido el Mejor Jugador de la temporada 2009-10 por los aficionados.

### Tottenham Hotspur
El 18 de enero de 2011, Pienaar fue contratado por el Tottenham Hotspur. Debutó con los Spurs ante el Newcastle United en el empate 1-1.

### Regreso al Everton
Luego de impresionar en su periodo de préstamo con el Everton FC, el club decidió ficharlo nuevamente en forma permanente antes de iniciar la temporada 2012-13 por una 4.5 millones de libras.

### Sunderland
El 19 de agosto de 2016 fichaba por el Sunderland AFC, pero solo jugaría 17 partidos sin meter gol

### Bidvest Wits
Al final de la temporada 2016-17, el contrato del Sunderland y Pienaar no fue renovado, finalmente regresaría a Sudáfrica al firmar un contrato con el Bidvest Wits por un año, pero el 1 de marzo de 2018 se retiraría finalmente a los 34 años de edad.

## Selección nacional
Habiendo sido internacional con la selección de Sudáfrica sub-17, Su debut con la selección de Sudáfrica fue en 2002 en la victoria por 2-0 sobre Turquía.
Pienaar ha participado en numerosos torneos internacionales, tales como la Copa Mundial de Fútbol de 2002, la Copa Africana de Naciones de 2008, la Copa Confederaciones de 2009 y la Copa Mundial de Fútbol de 2010.
El 2 de octubre de 2012 anunció su retiro de la selección de Sudáfrica, indicando que su cuerpo ya no le permitía continuar atendiendo los llamados de su seleccionado y manteniendo un nivel de juego competitivo en Inglaterra.

### Goles como internacional
- Lista de marcadores y resultados. En los marcadores, el primer número corresponde a los goles marcados por Sudáfrica.

| #  | Fecha      | Lugar                    | Adversario   | Gol | Resultado | Competición                |
| -- | ---------- | ------------------------ | ------------ | --- | --------- | -------------------------- |
| 1. | 03-07-2004 | Johannesburgo, Sudáfrica | Burkina Faso | 1-0 | 2-0       | Clasificación Mundial 2006 |
| 2. | 26-03-2005 | Johannesburgo, Sudáfrica | Uganda       | 2-1 | 2-1       | Clasificación Mundial 2006 |

### Participaciones en Copas del Mundo
| Mundial                        | Sede                | Resultado    | Partidos | Goles |
| ------------------------------ | ------------------- | ------------ | -------- | ----- |
| Copa Mundial de Fútbol de 2002 | Corea del Sur Japón | Primera fase | 0        | 0     |
| Copa Mundial de Fútbol de 2010 | Sudáfrica           | Primera fase | 3        | 0     |

### Participaciones en Copas Africanas
| Copa                           | Sede  | Resultado    | Partidos | Goles |
| ------------------------------ | ----- | ------------ | -------- | ----- |
| Copa Africana de Naciones 2008 | Ghana | Primera fase | 2        | 0     |

### Participaciones en Copas Confederaciones
| Copa                           | Sede      | Resultado    | Partidos | Goles |
| ------------------------------ | --------- | ------------ | -------- | ----- |
| Copa FIFA Confederaciones 2009 | Sudáfrica | Cuarto lugar | 5        | 0     |

## Clubes
| Club              | País         | Año       | Partidos | Goles |
| ----------------- | ------------ | --------- | -------- | ----- |
| Ajax de Ámsterdam | Países Bajos | 2001-2006 | 94       | 15    |
| Borussia Dortmund | Alemania     | 2006-2007 | 25       | 0     |
| Everton           | Inglaterra   | 2007-2011 | 150      | 5     |
| Tottenham         | Inglaterra   | 2011-2012 | 18       | 1     |
| Everton           | Inglaterra   | 2012-2016 | 89       | 12    |
| Sunderland        | Inglaterra   | 2016-2017 | 17       | 0     |
| Wits University   | Sudáfrica    | 2017      | 11       | 0     |

## Palmarés

### Campeonatos nacionales
| Título                        | Club            | País         | Año  |
| ----------------------------- | --------------- | ------------ | ---- |
| Telkom Knockout               | Ajax Cape Town  | Sudáfrica    | 2000 |
| Copa de los Países Bajos      | Ajax            | Países Bajos | 2002 |
| Eredivisie                    | Ajax            | Países Bajos | 2002 |
| Supercopa de los Países Bajos | Ajax            | Países Bajos | 2002 |
| Eredivisie                    | Ajax            | Países Bajos | 2004 |
| Supercopa de los Países Bajos | Ajax            | Países Bajos | 2005 |
| Copa de los Países Bajos      | Ajax            | Países Bajos | 2006 |
| Supercopa de los Países Bajos | Ajax            | Países Bajos | 2006 |
| Liverpool Senior Cup          | Everton         | Inglaterra   | 2007 |
| Telkom Knockout               | Wits University | Sudáfrica    | 2017 |

### Distinciones individuales
| Distinción                          | Año  |
| ----------------------------------- | ---- |
| Jugador SAFA sudafricano del año    | 2009 |
| Jugador de la temporada del Everton | 2010 |